# Aegidienkirche
La iglesia de San Gil (en alemán: Aegidienkirche) es una antigua iglesia de Alemania del siglo XIV de Hannover, hoy en ruina. Es la iglesia más al este de las tres que se encuentran en el centro de la ciudad, dedicada a san Gil, uno de los catorce santos auxiliadores. Se encuentra cerca de Aegidientorplatz, en el cruce entre Breite Straße y Osterstraße. Los bombardeos de Hannover de 1943 destruyeron el edificio de la iglesia. Las ruinas no se reconstruyeron y hoy en día sirve de memorial de las víctimas de la guerra y la violencia.

## Historia
En el siglo X la iglesia se ubica en el pueblo de Tigislege. Este era uno de los tres núcleos de población de la ciudad de Hannover. En el lugar se encontraba una capilla, que fue reemplazada en 1163 por una iglesia románica de tres naves. En 1347 se edifica el edificio que ha llegado hasta hoy, una iglesia gótica de salón de tres naves con coro y nave principal de piedra de arenisca de Deister. La torre conserva la fachada barroca construida entre 1703 y 1711 por Sudfeld Vick. De 1826 a 1828 Georg Ludwig Friedrich Laves renueva el interior de la iglesia, colocando pilares de fundición. El también arquitecto Conrad Wilhelm Hase remodela el interior del edificio en 1886.
Hoy podemos encontrar dentro de la iglesia la obra en piedra caliza Demut (1959) de Kurt Lehmann. En el suelo de la iglesia hallamos la zigzagueante Schattenlinie (línea de sombra), intervención de la artista Dorothee von Windheim del año 1993; muestra la sombra de la fachada sur en un momento determinado.
En los muros exteriores encontramos lápidas barrocas de los siglos XVII y XVIII, con ángeles, relojes de arena y calaveras. Destaca por su belleza en el muro sur la lápida de 1648 en memoria de la niña Susanna Magdalena Oldekop, en la que aún podemos distinguir ángeles a su lado. Es destacable la llamada Siebenmännerstein (piedra de los siete hombres), una Tragepfeiler en la pared exterior suroeste, un relieve con siete hombres rezando, conocidos según la leyenda como los "espartanos de Hannover", que en 1490 murieron en el asalto del Duque de Brunswick a la Döhrener Turm, torre que servía de defensa a la ciudad de Hannover. La piedra que hoy día se encuentra en la iglesia es una copia, la original se encuentra en el Museo de Historia de Hanóver.
En 1958 se equipó a la torre con un carrillón que suena periódicamente. La entrada a la torre alberga desde 1985 una "campana de la paz" japonesa, regalo de Hiroshima ciudad hermanada con Hannover. Cada 6 de agosto suena como recuerdo a los muertos por la bomba atómica. En la torre también podemos encontrar una planta de la iglesia.
Hoy Aegidienkirche pertenece a Marktkirche, antes de 1982 existían 4 parroquias en el centro histórico de Hannover: Marktkirche, Aegidienkirche, Kreuzkirche y Schlosskirche, que acabaron uniéndose en una sola.

## Galería de imágenes

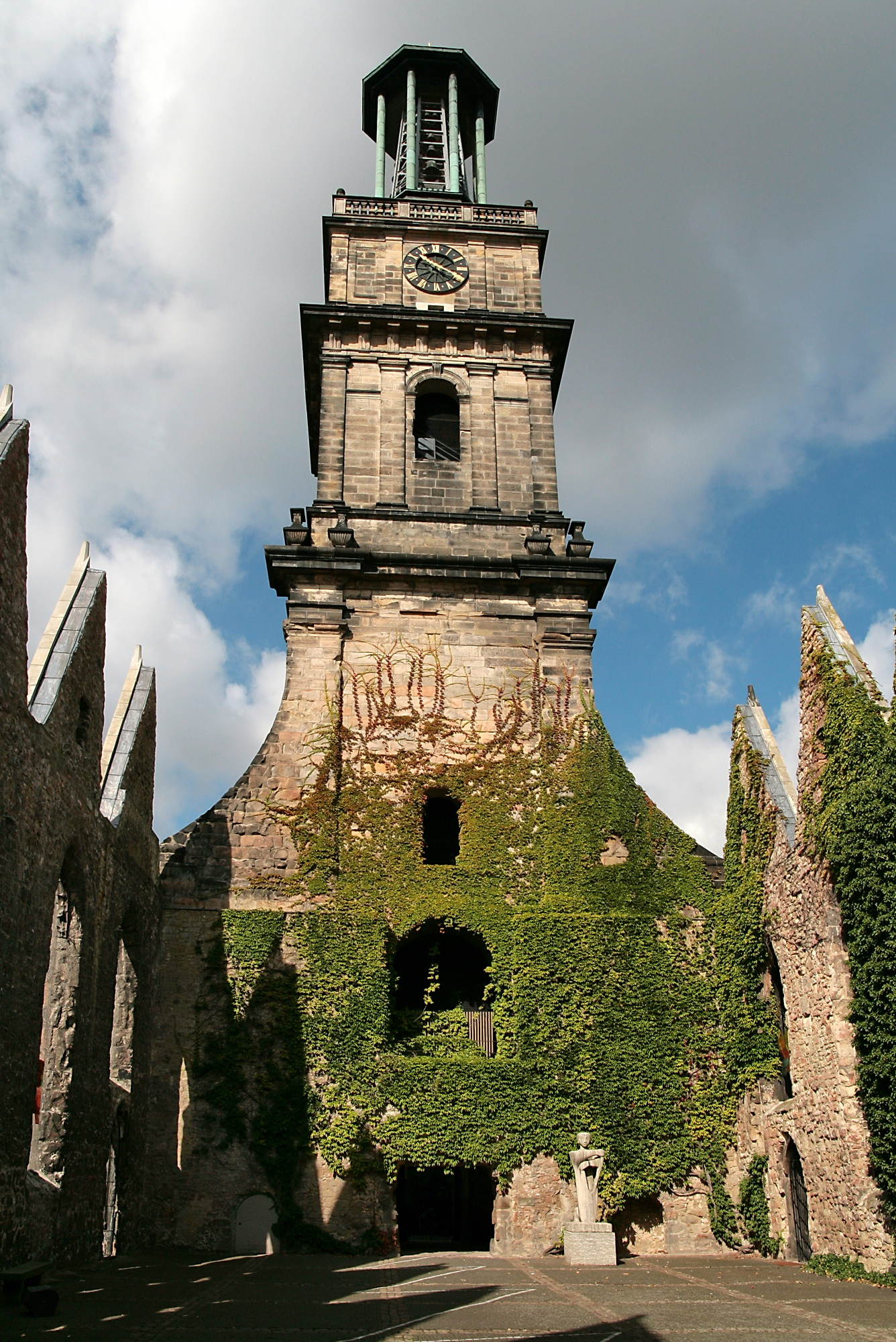
Vista del interior de la iglesia
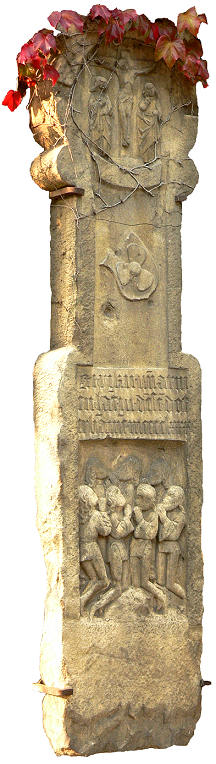
Siebenmännerstein
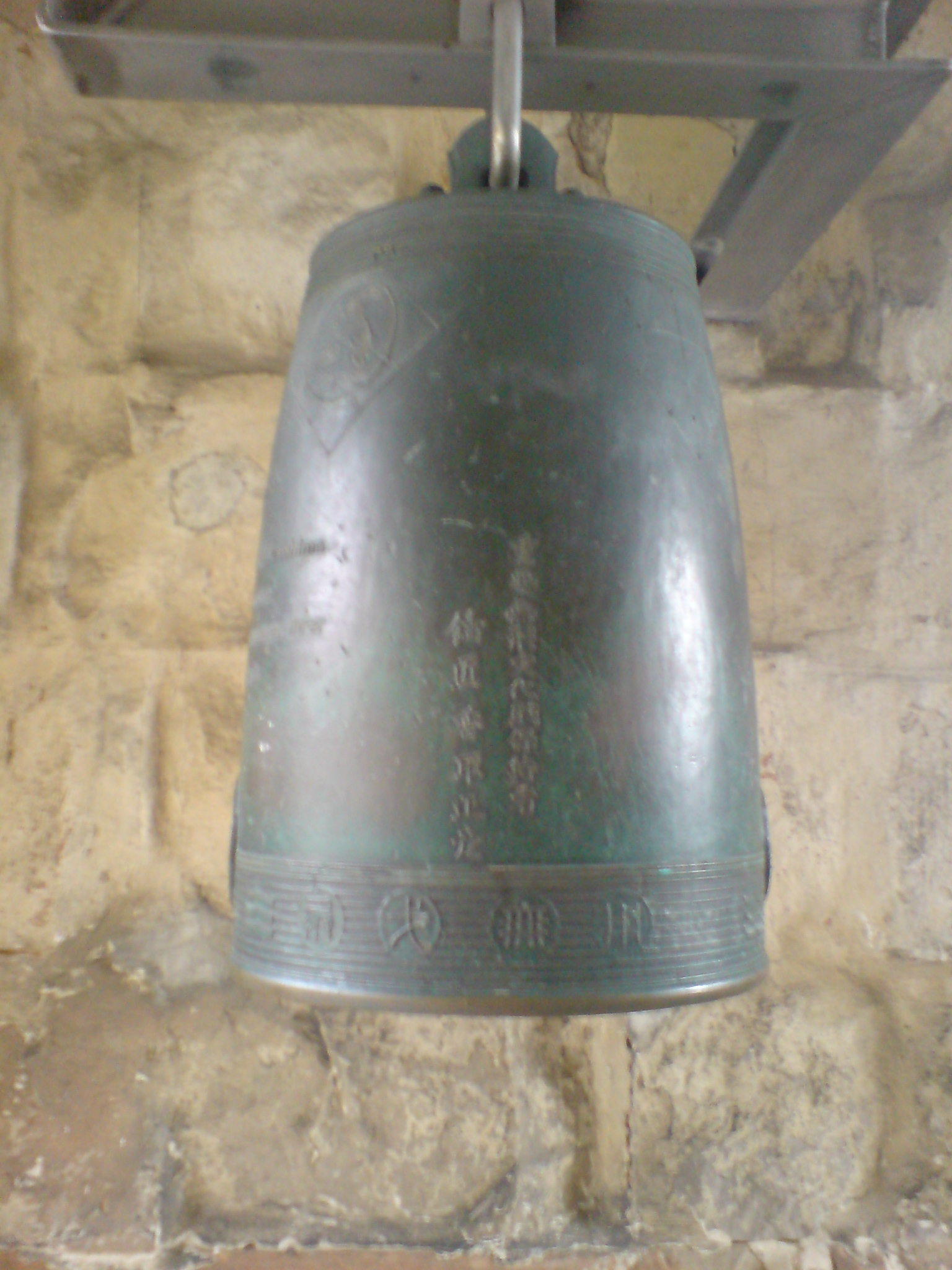
Campana de la paz, regalo de la ciudad hermanada de Hiroshima
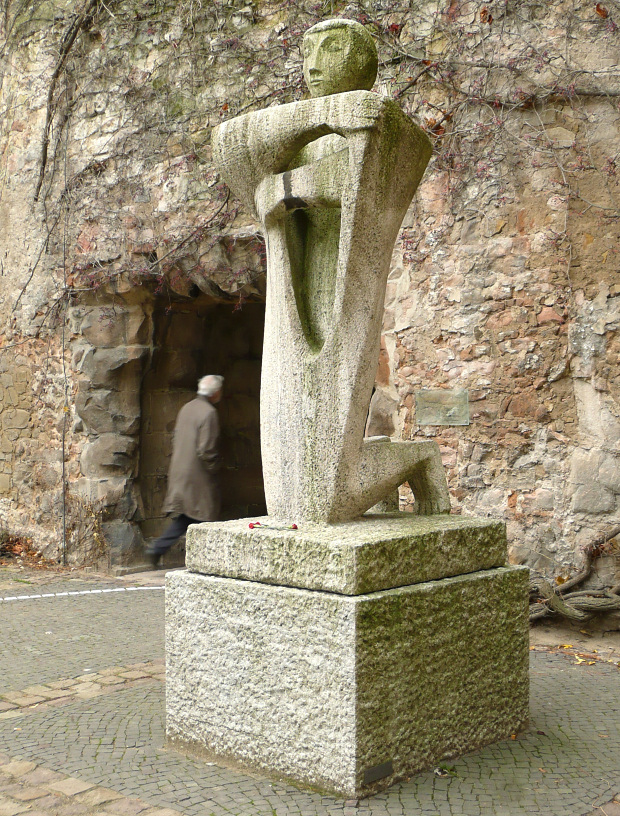
Demut (1958) de Kurt Lehmann